# Gérald Passi
Gérald Passi (Albi, 21 januari 1964) is een voormalig Frans voetballer.

## Clubcarrière
Passi speelde tussen 1981 en 1995 voor Montpellier, Toulouse, Monaco, Saint-Étienne en Nagoya Grampus Eight.

## Interlandcarrière
Passi debuteerde in 1987 in het Frans nationaal elftal en speelde elf officiële interlands, waarin hij twee keer scoorde.